# Mičman Panin
Mičman Panin (Мичман Панин) è un film del 1960 diretto da Michail Abramovič Švejcer.